# سیف‌آباد (سقز)

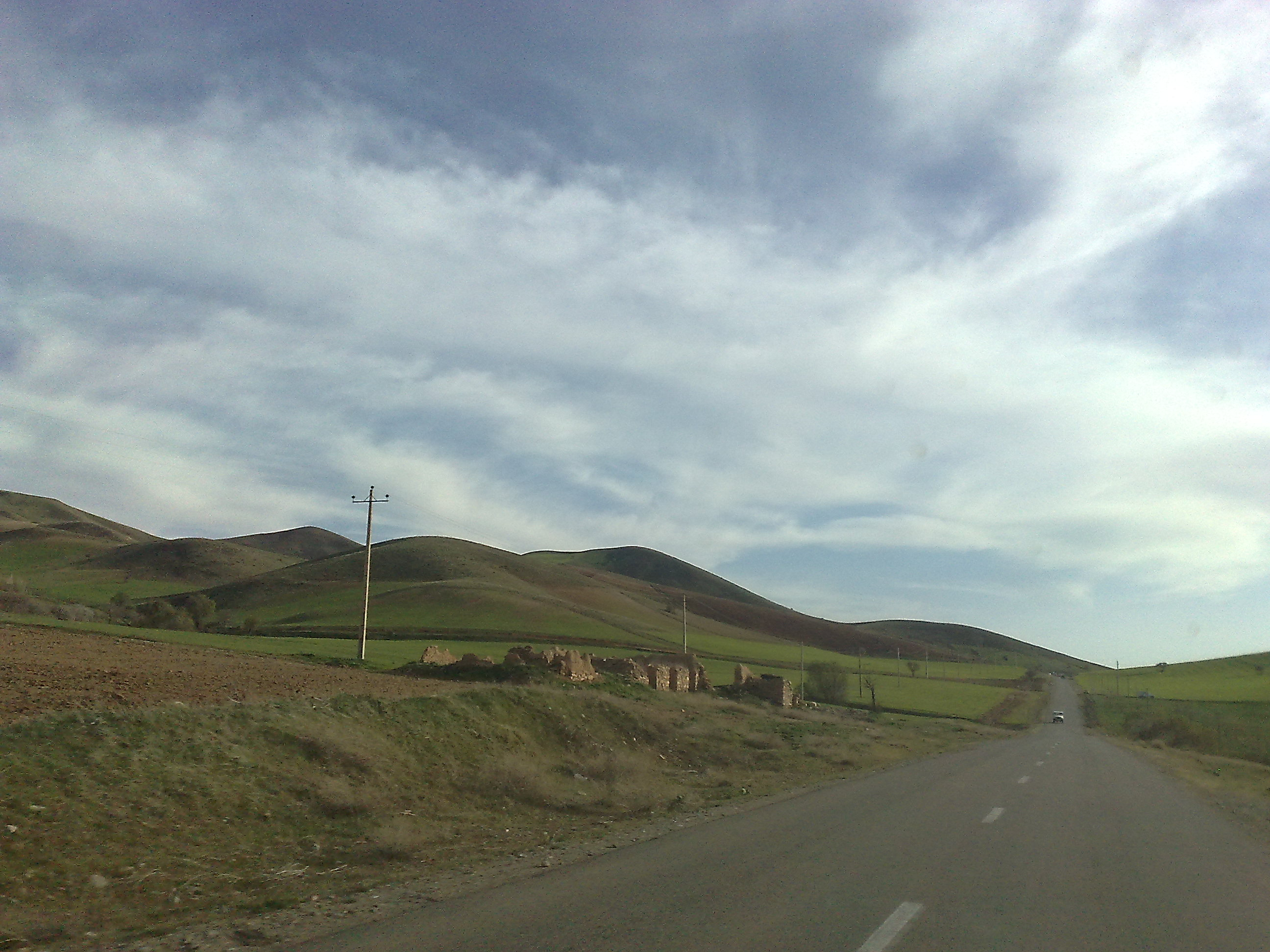

سیف‌آباد(به کردی: سەیفاوا، Sefawa) روستایی از توابع بخش زیویه در شهرستان سقز است که در استان کردستان ایران قرار دارد.

## جمعیت
این روستا در دهستان امام واقع شده و براساس سرشماری سال ۱۳۸۵، جمعیت آن ۱۹۲ نفر (۳۷ خانوار) بوده‌است.
این روستا به خاطر ارتفاع زیادش از سطح دریا معمولاً دارای هوای خنکی میباشد و دارای طبیعتی بسیار زیبا و سالم است روستاهای بالا دست آن عبارتند از دره قبله ،رستمان ،قوتلو،شیخه له ،دره تفه و همچنین روستاهای پایین دست آن عبارتند از چناره ،خانه میران.فاصله این روستا از شهرستان سقز حدود 35 کیلو متر میباشد .در این روستا همانند دیگر روستاها برای هر کدام از مزارع نام هایی را انتخاب کرده اند که بعضی از آنها عبارتند از : قوپی که در پایین دست روستا واقع شده است که عبارت است از درخت زار و مزارع یونجه ای که در راستای زرینه رود که از این منطقه عبور میکند واقع شده است.
قاباریک که عبارت است از مزارع زیادی که بین دامنه دو کوه مرتفع در این منطقه واقع شده است که دارای چشمه های فراوانی میباشد.و بالاتر از منطقه قوپی واقع شده است.
قه ور دیوه یا "گور دیو " که بالاتر از هردوی این مناطق قرار گرفته و از خود روستا هم در ارتفاع بالاتری قرار دارد که داستان های عجیبی در مورد زندگی دیوها در آن از قدیمیان روستا شنیده میشود.
نکته عجیب اینجاست که در بالای قله آن دو عدد تخته سنگ بزرگ همانند سنگ قبر روبروی هم دیگر واقع شده است که به گفته قدیمیان و سالخوردگان روستا باید گور دیو باشد>!!!
اکثر مردم روستا مشغول به کشاورزی و دامداری میباشند و بیشترین محصولی که تولید میکنند عبارتند از گندم ،نخود و یونجه و کودزا که با توجه به روی آوردن اهالی به استفاده از آبیاری بارانی و کشاورزی صنعتی نسبت به گذشته تولید بشتری را دارند.